# Srpski književni glasnik
Srpski književni glasnik (Srbský literární věstník) je jedním z nejdůležitějších srbských literárních časopisů. Byl vydáván ve dvou obdobích, od února 1901 v Bělehradě do července 1914 a v nové sérii od září 1920 do dubna 1941. Byl vydáván dvakrát měsíčně v několika knihách ročně, takže do roku 1914 bylo vydáno 32 děl ve 323 svazcích a od roku 1920 do roku 1941 62 děl ve 495 svazcích.
Časopis byl založen Bogdanem Popovićem, až do roku 1905 byl řízen výborem, poté redakční radu převzal Pavle Popović (1905–06) a Jovan Skerlić (1905–1914). Novou sérii od roku 1920 odstartovali Bogdan Popović a Slobodan Jovanović, později se redakce i s redakční radou změnila. Mimo jiné to byli Svetislav Petrović, Miodrag Ibrovac, Milan Bogdanović, Milan Predić a Božidar Kovačević. Po celou dobu 40 let jeho fungování představoval větsník jeden z předních literárních časopisů v Srbsku. Největší zásluhu na fyziognomii časopisu mají jeho první editoři, bratři Popović a Jovan Skerlić, kteří na něm také aktivně spolupracovali a sdružovali mnoho významných spisovatelů. Tím, že editoři zachovali literární formu přísného výběru článků (což mohlo ale být i na škodu), se Srbskému literárnímu deníku podařilo dosáhnout bohatství obsahu. Časopis publikoval prózu a poezii nejlepších srbských spisovatelů, výběr ze zahraničních děl s dobrými překlady, jakož i články z oblasti společenských věd, literatury a umění, psané váženými odborníky. 
V časopisu debutovali například Stevana Sremac se Zonou Zamfirovou, Petar Kočić s jeho povídkou Kroz maglu (Skrze mlhu), Borisav Stanković se svou Koštanou, Radoje Domanović s povídkou Stradijom a Kraljević Marko podruhé mezi Srby, Ivo Ćipiko, Simo Matavulj, dále i básníci Jovan Dučić, Milan Rakić, Tin Uje, Aleksa Šantić, Sima Pandurović, Milutin Uskoković, Milutin Bojić a další, včetně spisovatelů z oblasti vědy a kultury, jako jsou Jovan Cvijić, Aleksandar Belić, Jaša Prodanović a další. Jovanu Skerlićovi se podařilo shromáždit velké množství mladých spisovatelů i mimo Srbsko a dát časopisu celkový jihoslovanský charakter. 
Od roku 1920 nový redakční tým edituje časopis v duchu občanského liberalismu a estetických koncepcí zakladatele Bogdana Popovića, ale časopis dává příležitost vyjádřit se talentům a hodnotám nezávisle na uměleckých proudech a skupinách. 
Během 20 let obnoveného vydávání, Srpski književni glasnik mezi svými pravidelnými přispěvateli čítal taková jména jako Ivo Andrić, Isidora Sekulić, Momčilo Nastasijević, Milan Bogdanović, Desanka Maksimović, Guido Tartaglia, Rastko Petrović, Branko Lazarević, Bogdan Čiplić, Risto Ratković, Gustav Krklec, Miloš Crnjanski, Branimir Čosić a další. 
Během 40 let jeho vydávání měl časopis velký dopad na vývoj srbské literatury. Poslední vydání bylo emitováno roku 1941.